# 秋葉町 (瀬戸市)
秋葉町（あきばちょう）は、愛知県瀬戸市祖母懐連区の町名。丁番を持たない単独町名である。

## 地理
- 瀬戸市中央部に位置する[8]。西を東茨町・陶栄町、北を東本町、東を上ノ切町、南を萩殿町と隣接している[8]。
- 丘陵地の住宅地だが、陶磁器関係の小工場が混在する[8]。

### 学区
市立小・中学校に通う場合、学区は以下の通りとなる。また、公立高等学校普通科に通う場合の学区は以下の通りとなる。
| 番・番地等 | 小学校                 | 中学校                 | 高等学校 |
| ---------- | ---------------------- | ---------------------- | -------- |
| 全域       | 瀬戸市立にじの丘小学校 | 瀬戸市立にじの丘中学校 | 尾張学区 |

## 歴史

### 町名の由来
町内に鎮座する秋葉神社に由来するといわれる。

### 沿革
- 1942年（昭和17年）1月9日 - 瀬戸市大字瀬戸字上ノ切の一部により、同市秋葉町として成立[2]。

## 世帯数と人口
2024年（令和6年）1月1日現在の世帯数と人口は以下の通りである。
| 町丁   | 世帯数 | 人口  |
| ------ | ------ | ----- |
| 秋葉町 | 72世帯 | 161人 |

### 人口の変遷
国勢調査による人口の推移。
| 1995年（平成7年）  | 227人 | [ 12 ] |  |
| 2000年（平成12年） | 210人 | [ 13 ] |  |
| 2005年（平成17年） | 190人 | [ 14 ] |  |
| 2010年（平成22年） | 164人 | [ 15 ] |  |
| 2015年（平成27年） | 154人 | [ 16 ] |  |
| 2020年（令和2年）  | 152人 | [ 17 ] |  |

### 世帯数の変遷
国勢調査による世帯数の推移。
| 1995年（平成7年）  | 82世帯 | [ 12 ] |  |
| 2000年（平成12年） | 84世帯 | [ 13 ] |  |
| 2005年（平成17年） | 82世帯 | [ 14 ] |  |
| 2010年（平成22年） | 67世帯 | [ 15 ] |  |
| 2015年（平成27年） | 67世帯 | [ 16 ] |  |
| 2020年（令和2年）  | 65世帯 | [ 17 ] |  |

## 交通

### 鉄道
町内に鉄道は走っていない。最寄り駅は名鉄瀬戸線尾張瀬戸駅になる。

### バス
町内にバスは走っていない。最寄りのバス停は、名鉄バス「東山線」【11】【12】【13】系統の東本町一丁目バス停・祖母懐橋バス停、または、同【16】【16H】【17H】【18】系統の陶栄町バス停になる。

### 道路
町内に国道・県道は走っていない。

## 施設
- 秋葉神社[8] ： 火伏の神として信仰が篤く、洞の守り神である[8]。境内の常夜燈は江戸時代後期（文化11年）に作られたもので、瀬戸市指定建造物となっている[18]。
- 秋葉町町内児童遊園 ： 秋葉神社の敷地内の広場。ベンチはあるが遊具はない。

- 秋葉神社
- 秋葉町町内児童遊園

## その他

### 日本郵便
- 郵便番号 : 489-0898[6]（集配局：瀬戸郵便局[19]）。